# Saint-Sever katonai temetők
A Saint-Sever katonai temetők első világháborús sírkertek a franciaországi Rouen külvárosában, Le Petit-Quevillyben.

## Története
Az első temetőt (St. Sever Cemetery) a városi sírkerten belül alapították a Rouenban működő hadi kórházakban elhunytak számára. A sírkertben nyugvók száma 3098, közülük 3096 első világháborúban elesett nemzetközösségi katona. Az azonosított hősi halottak közül 2702 brit, 137 kanadai, 113 ausztrál, 74 indiai, 51 új-zélandi, 19 dél-afrikai volt. A sírkert mai arculatát Sir Reginald Blomfield és Arthur James Scott Hutton tervezte.
1916 szeptemberében megkezdték a temető kibővítését egy második sírkerttel (St. Sever Cemetery Extension), amelyben 1920 áprilisában hantolták el az utolsó első világháborús áldozatot. A temetőben 8384 első világháborús hősi halott nyugszik, közülük tíz ismeretlen. Az azonosított nemzetközösségi hősi halottak közül 6764 brit, 783 ausztrál, 321 kanadai, 270 indiai, 134 új-zélandi, 84 dél-afrikai. Rajtuk kívül négy azonosított olasz katona is a temetőben alussza örök álmát.
A második világháborúban 328 szövetséges katonát hantoltak el a sírkertben, közülük 18 ismeretlen. Az azonosítottak közül 265 brit, hét ausztrál, 36 kanadai, három új-zélandi, két lengyel és egy csehszlovák volt. A St. Sever Cemetery Extension a világ negyedik legnagyobb nemzetközösségi katonai temetője.